# بروفلانيليد
بروفلانيليد هو مبيد حشري معقد متعدد الحلقات وهالوكربون يوفر نمط فعل جديد.

## آلية العمل
كانت شركة ميتسوي للكيماويات هي أول من اكتشف مركب البروفلانيليد، وأنشأت لجنة مقاومة مبيدات الحشرات نمط الفعل الجديد للبروفلانيليد، والذي يتمثل في عمل البروفلانيليد كمعدل تفارغي لبوابات قناة الكلوريد لمستقبل غابا-أ. 

## المميزات
- لا توجد مقاومة لنمط الفعل الحالي من المبيد.
- يظهر المبيد فعالية عالية في مكافحة الديدان السلكية.
- غير منهجي.

## خطر بيئي
صرحت وكالة حماية البيئة الأمريكية أن عقار بروفلانيليد من المحتمل أن يكون مادة مسرطنة للإنسان.
يفي مركب البروفلانيليد بتعريف عمل وكالة حماية البيئة الأمريكية للمواد المشبعة بالفلوروالكيل، وتعتبر وكالة حماية البيئة أن أي مستوى من المواد المشبعة بالفلوروالكيل يحتمل أن يحدث سمّية ملحوظة.

## المنتجات
حصلت منتجات البروفلانيليد على الموافقة بالاستخدام في الولايات المتحدة الأمريكية في يناير 2021، ثم في كندا بعد ذلك. ويُباع مُركب البروفلانيليد تجاريًا تحت العديم من الأسماء التجارية مثل سيمغرا (وتنتجه شركة باسف)، وتيراكسا (وهو نموذج معالجة البذور وتنتجه شركة باسف).